# Kyōhei Ishiguro
Pour les articles homonymes, voir Ishiguro.
Kyōhei Ishiguro (イシグロ キョウヘイ, Ishiguro Kyōhei, né 石黒 恭平), né le 2 avril 1980, est un réalisateur japonais d'anime.
Il est principalement connu pour son travail en tant que réalisateur, notamment sa première série Your Lie in April entre 2014 et 2015, et son premier film Nos mots comme des bulles en 2021.

## Biographie

### Début de carrière
Ishiguro est né le 2 avril 1980 à Hadano (préfecture de Kanagawa),. Son intérêt pour l'animation lui est venu après avoir vu Neon Genesis Evangelion au collège et Millenium Actress à l'université, mais sans expérience ni désir artistique, simplement parce qu'il aimait regarder des animes et avait de l'expérience dans le planning d'événements musicaux scolaires,, et faute d'avoir pu faire carrière dans la musique.
En 2005, il rejoint le studio Sunrise pour travailler sur les volets logistiques de la production d'anime, et réalise ses premiers épisodes sur les séries Fairy Tail et Sora o kakeru shōjo en 2009, en apprenant le dessin, la réalisation et les effets visuels en auto-didacte.
En 2011, il quitte Sunrise pour devenir travailleur indépendant. Il travaille comme story-boarder et réalisateur d'épisode pour des séries comme Hōrō Musuko, Saki Achiga-hen et Le Garçon d'à côté,.

### Reconnaissance comme réalisateur
En 2014, il fait ses premiers pas en tant que réalisateur d’œuvre complète en réalisant Your Lie in April, adaptation animée du manga de Naoshi Arakawa qui remporte le Sugoi Japan Award 2016 dans la catégorie du meilleur anime. Il réalisera ensuite les adaptations animées de Lance N' Masques, Occultic;Nine, et Les Enfants de la baleine,,.
En 2021, il réalise son premier film, Nos mots comme des bulles, sa première création originale. Le film est nommé pour le Prix Mainichi du meilleur film d'animation la même année . Toujours en 2021, il réalise également le film Bright: Samurai Soul pour Netflix, spin-off du film Bright sorti en 2017 où l'action est déplacée pendant la restauration de Meiji.

## Style et influences
Ishiguro est considéré comme un réalisateur polyvalent, notamment très à l'aise avec la musique, et avec l'animation 3D qu'il a expérimenté sur Danchi Tomoo et Bright: Samurai Soul, ainsi que pour Your Lie in April où les scènes de concert étaient modélisées en 3D à partir de musiciens réels, puis ré-animées à la main. Il représente également un style allant à contre-courant du photo-réalisme, avec une appréciation particulière pour les couleurs vives et désaturées,, l'esthétique pop art ou encore les gravures sur bois d'Hiroshi Yoshida.
Il se décrit comme un élève d'Ayumu Watanabe, qui l'a dirigé sur Danchi Tomoo et avec qui il a collaboré plusieurs fois ensuite. Ishiguro se dit également marqué par trois animés : son visionnage de Neon Genesis Evangelion adolescent, en particulier son dernier épisode (même s'il se dit peu influencé par Hideaki Anno dans sa réalisation), Millennium Actress de Satoshi Kon pour sa gestion de l'espace tridimensionnel, et Summer Wars de Mamoru Hosoda pour sa gestion narrative. Son style est particulièrement influencé par celui d'Hosoda ainsi que par Tatsuyuki Nagai (en). Il cite également Serial Experiments Lain, L'Autre Monde et Le Château dans le ciel comme influence dans l'animation japonaise.
Ishiguro est fan de cinéma américain, en particulier de la trilogie Retour vers le futur, qu'il dit regarder au moins une fois par an pour le plaisir comme pour trouver l'inspiration, et des films de Christopher Nolan. Il a également déclaré qu'une des inspirations pour Nos mots comme des bulles, en plus de Summer Wars, était la dernière scène du première épisode de The Get Down, série de 2016 de Baz Luhrmann. Il cite également les films de Sono Sion et Shunji Iwai comme influences.

## Vie privée
En 2013, Ishiguro s'est marié avec la character designer et animatrice Yukiko Aikei, qu'il a connu au studio Sunrise et qui a notamment travaillé avec lui sur Your Lie in April. Ils résident dans l'arrondissement de Nerima, à Tokyo, où Ishiguro a placé une partie des scènes de Your Lie in April. Il est le père d'un petit garçon depuis 2019.
Ishiguro est un grand fan de rock progressif et psychédélique, et il a longtemps pratiqué la musique avant de travailler dans l'animation. Il a profité de la liberté donnée par Netflix pour Bright: Samurai Soul pour y inclure des morceaux de LITE, groupe de math rock japonais dont il est fan, et d'un genre qu'il avait toujours voulu inclure dans de l'animation. Il se dit également fan de Deerhunter, Syd Barrett, Television, Manuel Göttsching ou Yura Yura Teikoku (en).

## Filmographie
Sauf mention contraire explicite, les informations de cette section sont tirées des cartons de crédits des œuvres mentionnées, ou de bases de données compilant ces mêmes crédits,.

### Séries principales
| Année     | Titre                             | Rôle(s)                                                             |
| --------- | --------------------------------- | ------------------------------------------------------------------- |
| 2009–2010 | Fairy Tail                        | Réalisation et story-board d'épisodes                               |
| 2011      | C Cube (en)                       | Réalisation et story-board d'épisodes                               |
| 2012      | Le Garçon d'à côté                | Réalisation et story-board d'épisodes                               |
| 2012–2013 | Saki Achiga-hen episode of Side-A | Réalisation et story-board d'épisodes                               |
| 2013–2014 | Danchi Tomoo (en)                 | Assistant-réalisateur, réalisation et story-board d'épisodes        |
| 2014–2015 | Your Lie in April                 | Réalisateur, réalisation et story-board d'épisodes et de génériques |
| 2015      | Lance N' Masques                  | Réalisateur, réalisation et story-board d'épisodes et de générique  |
| 2016      | Occultic;Nine                     | Réalisateur, réalisation et story-board d'épisodes                  |
| 2017      | Les Enfants de la baleine         | Réalisateur, réalisation et story-board d'épisodes                  |
| 2022      | Yashahime (en) (saison 2)         | Réalisation et story-board de générique                             |
| 2024      | Les Carnets de l'apothicaire      | Réalisation et story-board de générique                             |

### Films
| Année | Titre                            | Rôle(s)                          |
| ----- | -------------------------------- | -------------------------------- |
| 2021  | La chance sourit à madame Nikuko | Story-board                      |
| 2021  | Nos mots comme des bulles        | Réalisateur, script, story-board |
| 2021  | Bright: Samurai Soul             | Réalisateur, story-board         |